# 小舟山乡
小舟山乡，是中华人民共和国浙江省丽水市青田县下辖的一个乡镇级行政单位。

## 行政区划
小舟山乡下辖以下地区：
郑山村、葵山村、丁坑村、黄员平村、小舟山村、新建村、上山炉村、西平村和平风光村。